# EHC Schaffhausen
Der EHC Schaffhausen ist ein 1932 gegründeter Eishockeyclub aus der Stadt Schaffhausen in der Schweiz, der seit 2003 in der viertklassigen 2. Liga aktiv ist.
2001 schaffte der Verein den Aufstieg in die 1. Liga. Bis zum Ende der Saison 2010/11 wurde die erste Mannschaft von Edi Modes trainiert, ihm folgte Oldrich Jindra nach. Ende der Saison 2013/14 übernahm Gianni Dalla Vecchia die Funktion des Headcoaches der 1. Mannschaft bis zur Saison 2016/17. Patrick Meier löste diesen zu Beginn der neuen Saison ab und blieb bis zum Ende der Saison 2020/21 Headcoach. Zur neuen Saison übernahm sein ehemaliger Assistent und Rekordspieler des EHC Schaffhausen, Mike Kundert, das Amt.
Ein erfolgreicher ehemaliger Spieler des Clubs ist Lorenz Kienzle, welcher aktuell beim HC Ambrì-Piotta unter Vertrag steht. 

## Spielstätte
Zu Beginn spielte der EHC Schaffhausen auf einem Natureisfeld im Herblingertal bei der Brauerei Falken.
1965 wurde eine Kunsteisbahn errichtet, die 1986 mit einer Holz-Folie-Konstruktion überdacht wurde. Dies war als Übergangslösung gedacht und musste 2009 erneuert werden. 
Die Heimspiele des Vereins werden seit November 2010 in der IWC Arena, einem Teil des KSS Freizeitparks auf der Breite in Schaffhausen, ausgetragen. Die Halle bietet 1'400 Sitzplätze. Den Besuchern steht ein Restaurant zur Verfügung. Namensgeber ist die Schaffhauser Uhrenfabrik IWC. Die IWC besitzt eine eigene Lounge im Stadion, welche jeweils zu den Heimspielen der ersten Mannschaft des EHC Schaffhausens geöffnet ist. Im Rahmen der Bauarbeiten wurden zudem die Garderoben sowie die Curlingbahn saniert. Insgesamt kostete diese Sanierung 14,7 Mio. Franken.